# アルティガス庭園
アルティガス庭園（カタルーニャ語: Els Jardins de Can Artigas, スペイン語: Jardines de Can Artigas）は、スペイン・カタルーニャ州バルセロナ県ラ・ポブラ・ダ・リリェートにある庭園。建築家のアントニ・ガウディが設計し、1905年から1906年にかけて建設された。湿潤な庭園はガウディの作品で唯一である。

## 歴史

### 完成

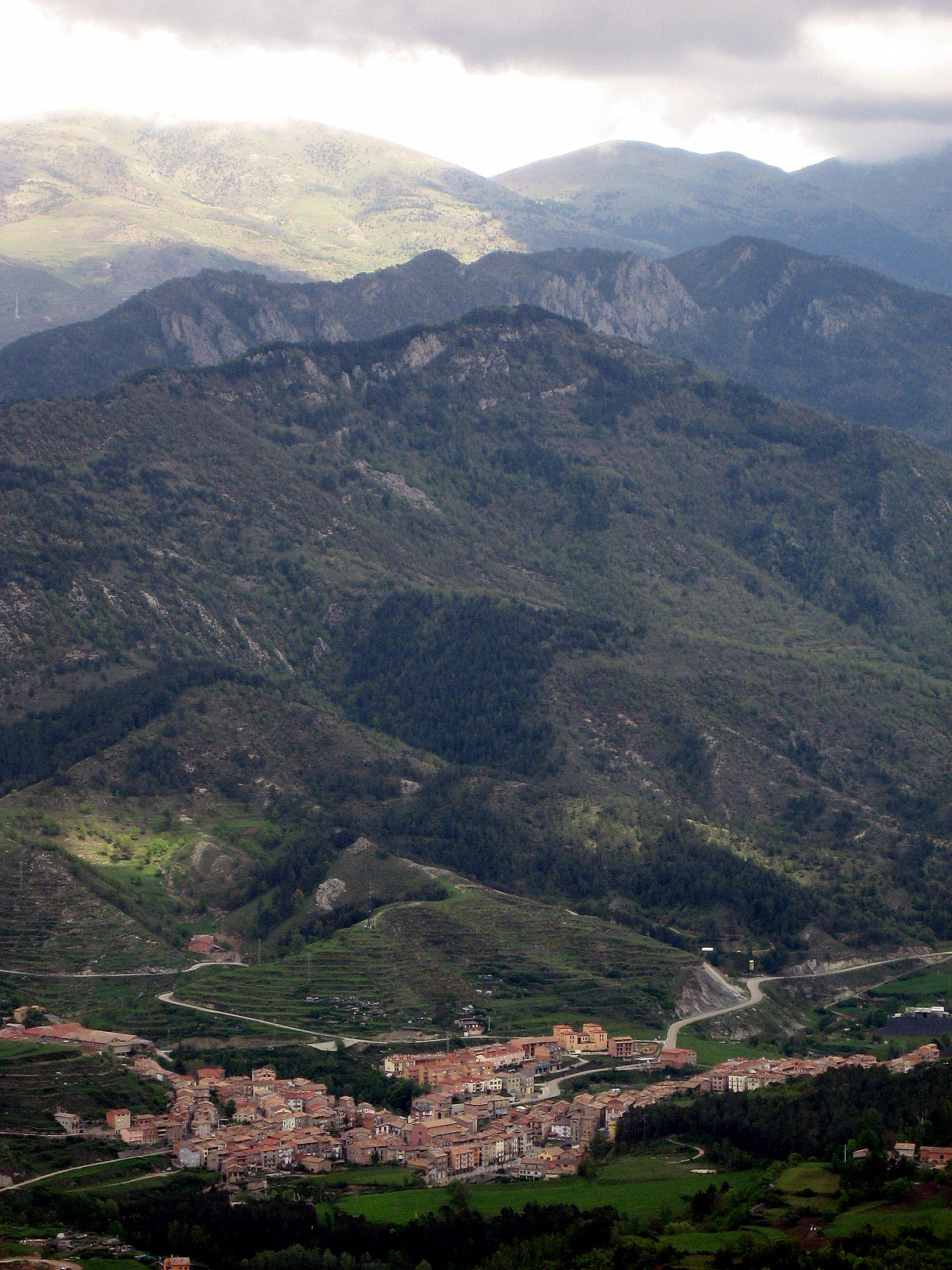
ラ・ポブラ・ダ・リリェート

1905年、建築家のアントニ・ガウディは、近隣のカスタリャー・ダ・ヌクにあるアスランド・セメント工場に石炭を供給する鉱山技術者の避難場所となる木造建築を建設するために、リュブラガート川の上流部にあるラ・ポブラ・ダ・リリェートを訪れた。このセメント工場の所有者は実業家のエウゼビ・グエイであり、ガウディの主要なパトロンだった。ガウディはラ・ポブラ・ダ・リリェートで繊維工場を経営するジョアン・アルティガス・イ・アラルトの邸宅に泊まり、もてなしを受けたガウディはアルティガスのための庭園を設計した。

### 改修
1971年末には庭園が事実上放棄されているとする記事が書かれている。1992年にはカタルーニャ工科大学の監督の下で庭園が改修された。今日見られる彫刻作品はラモン・ミリェット・イ・ドメナクの作品である。庭園はラ・ポブラ・ダ・リリェートの自治体が管理運営しており、一般に公開されている。

## 特徴

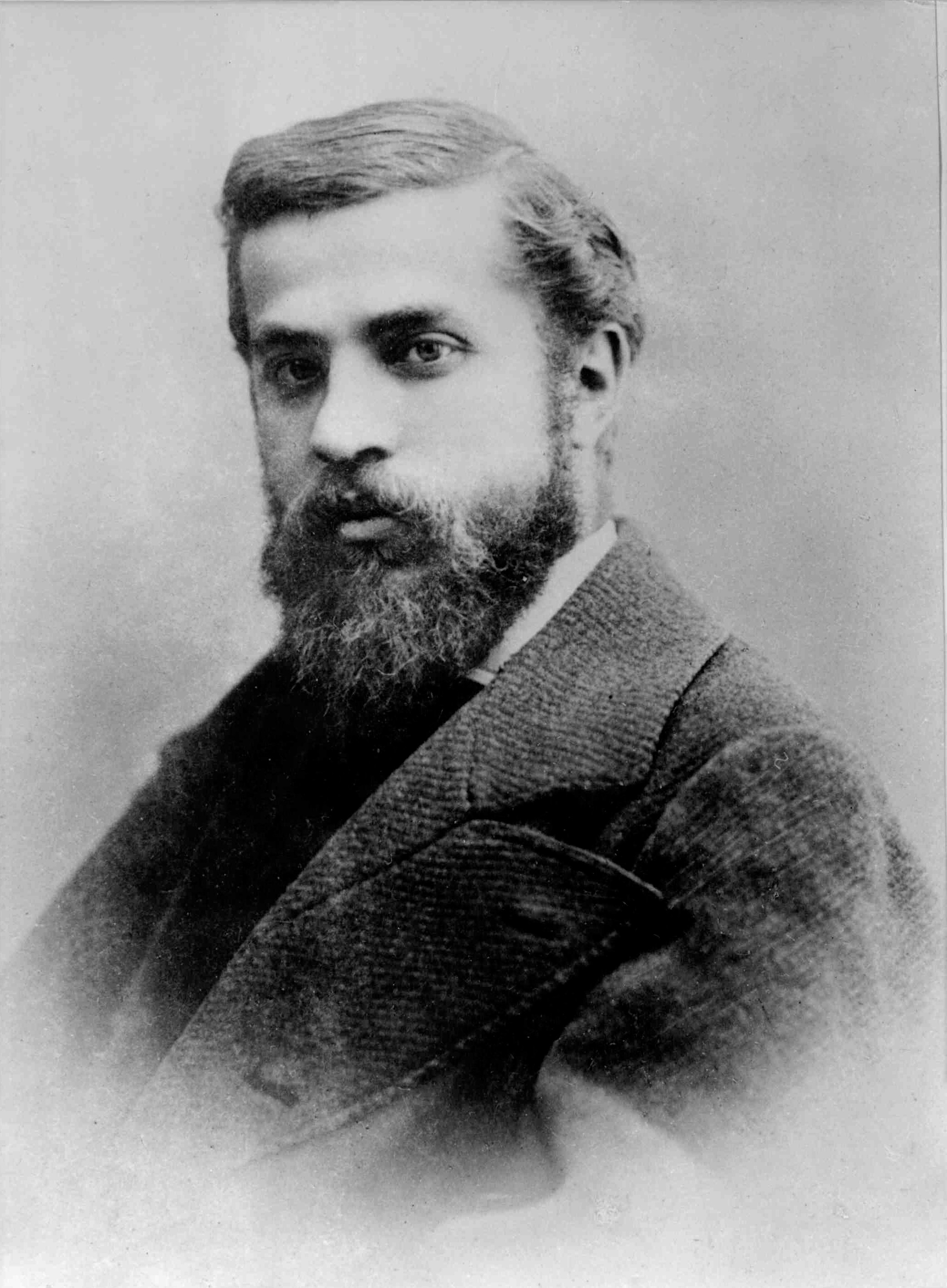
アントニ・ガウディ

同時期のガウディはバルセロナのグラシア区にグエイ公園を建設中であり、グエイ公園の建設作業に当たっていた石工の一部をラ・ポブラ・ダ・リリェートに送り込んだ。このため、アルティガス庭園とグエイ公園の間には構造的な類似性がみられる。グエイ公園と同じように、ガウディは完全に周囲の自然環境に溶け込んだ庭園を設計した。また、バルセロナのシウタデリャ公園に人工的な滝を設置したのと同じように、アルティガス庭園には人工的な洞窟を建設した。その他にも、彫刻の象徴性、木や石の使い方、ユッカ・ヤシ・バラの使い方などが類似している。
ガウディによる他の作品と同じように、アーチやカトリックの象徴で埋め尽くされている。動物や人物の形をした象徴的な彫刻作品が配置されているが、それらは神話的意味・宗教的意味を有していない。

## ギャラリー

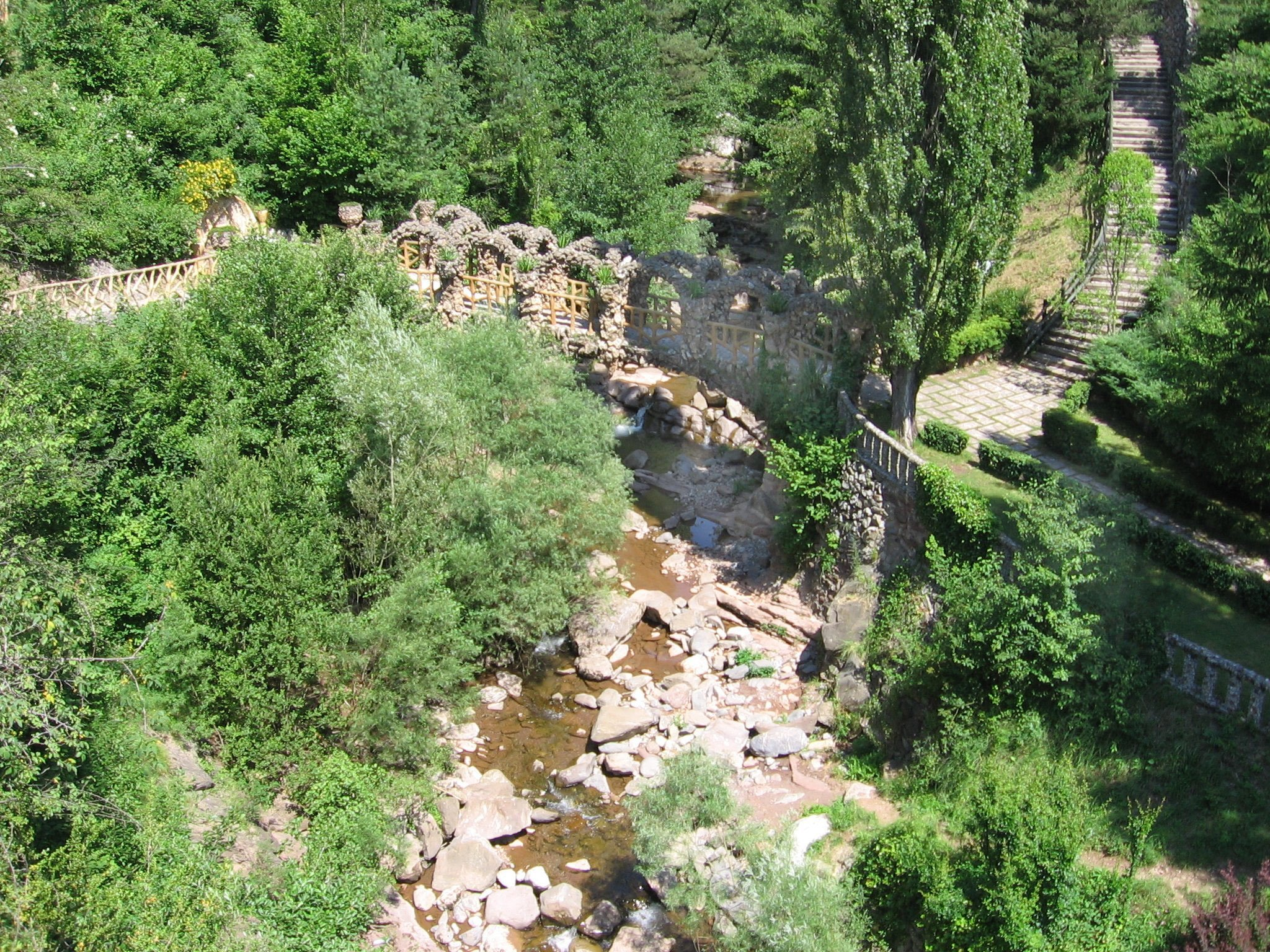
俯瞰した庭園
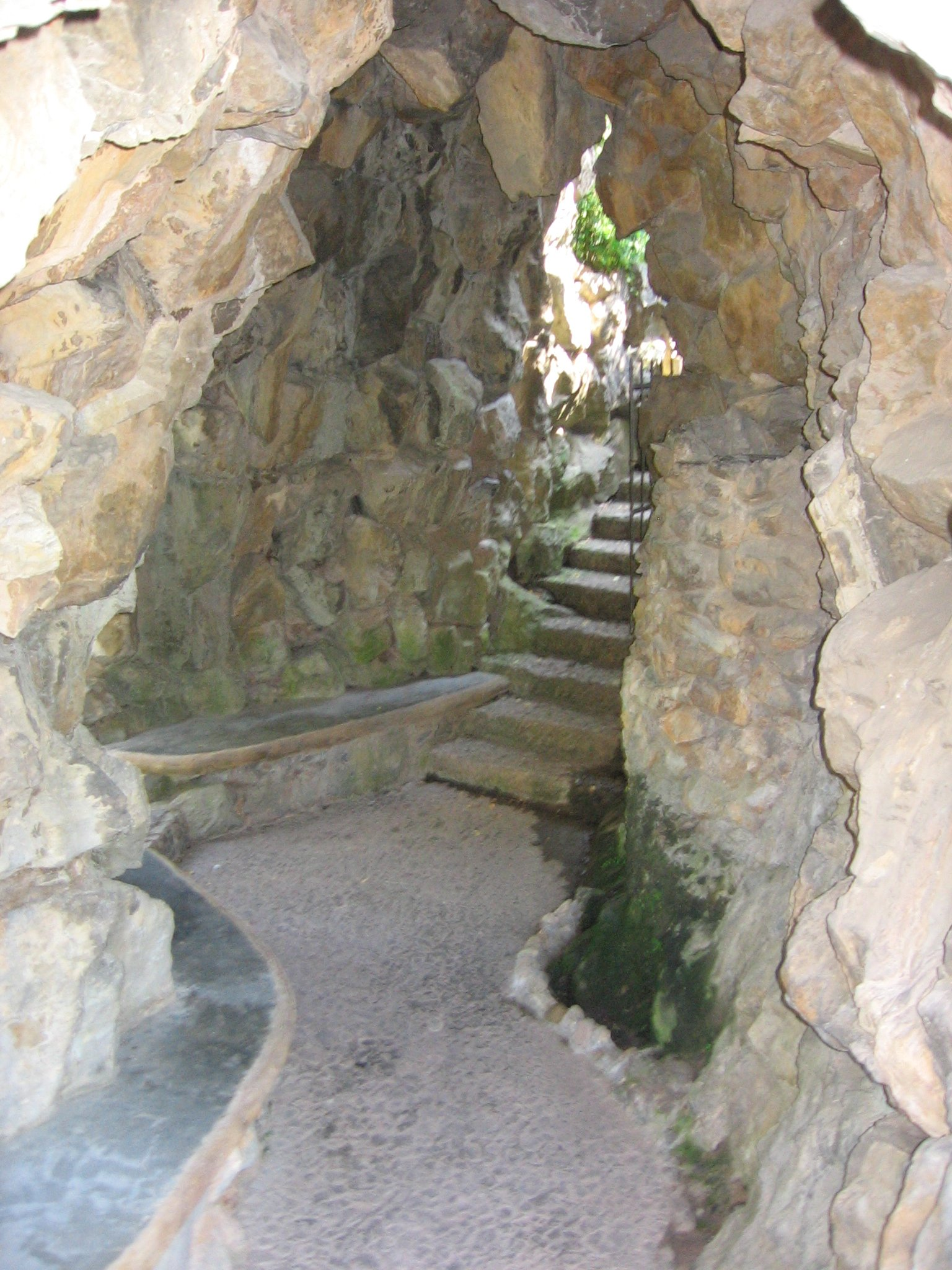
人工的な洞窟
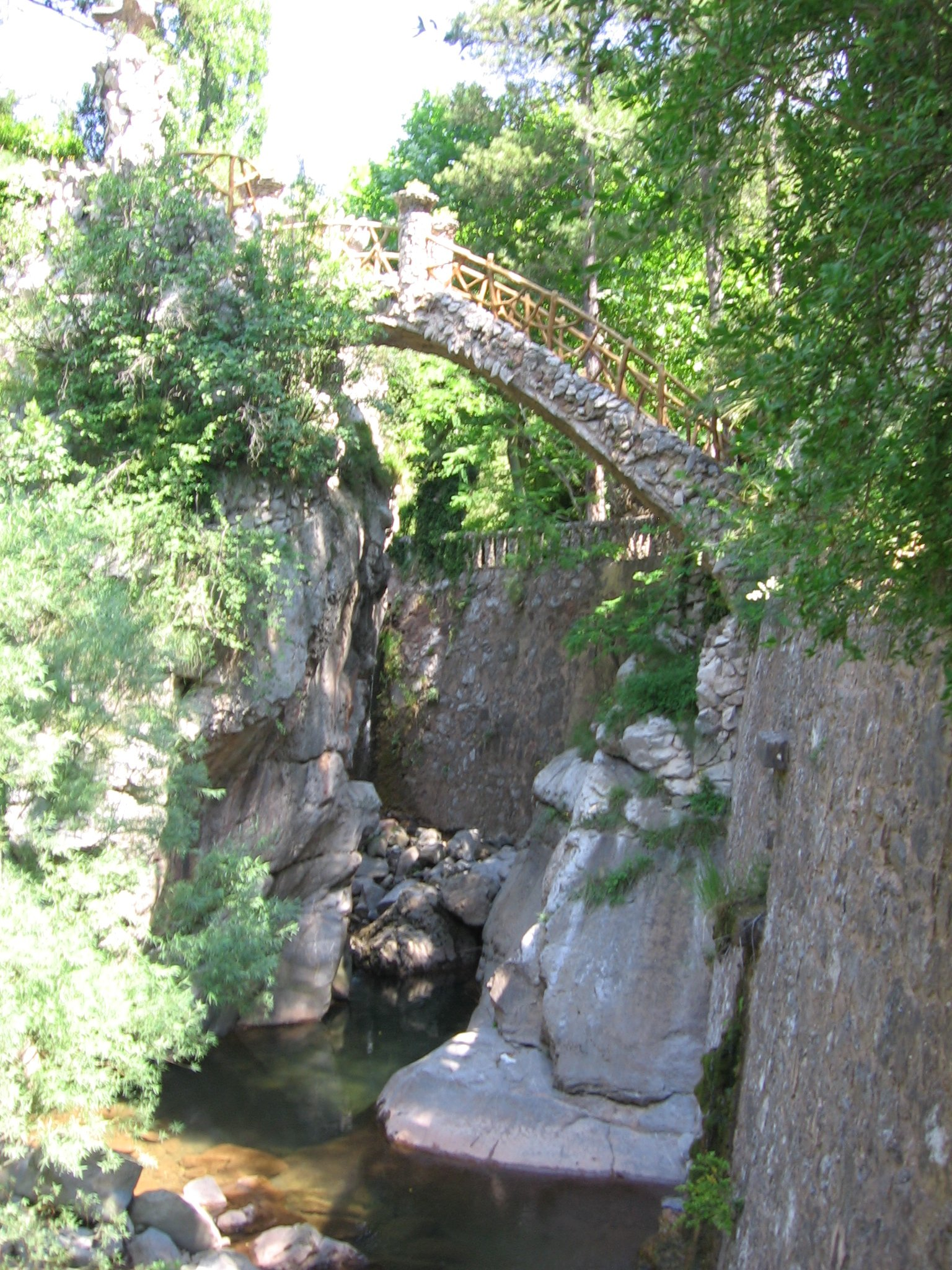
庭園内にある橋
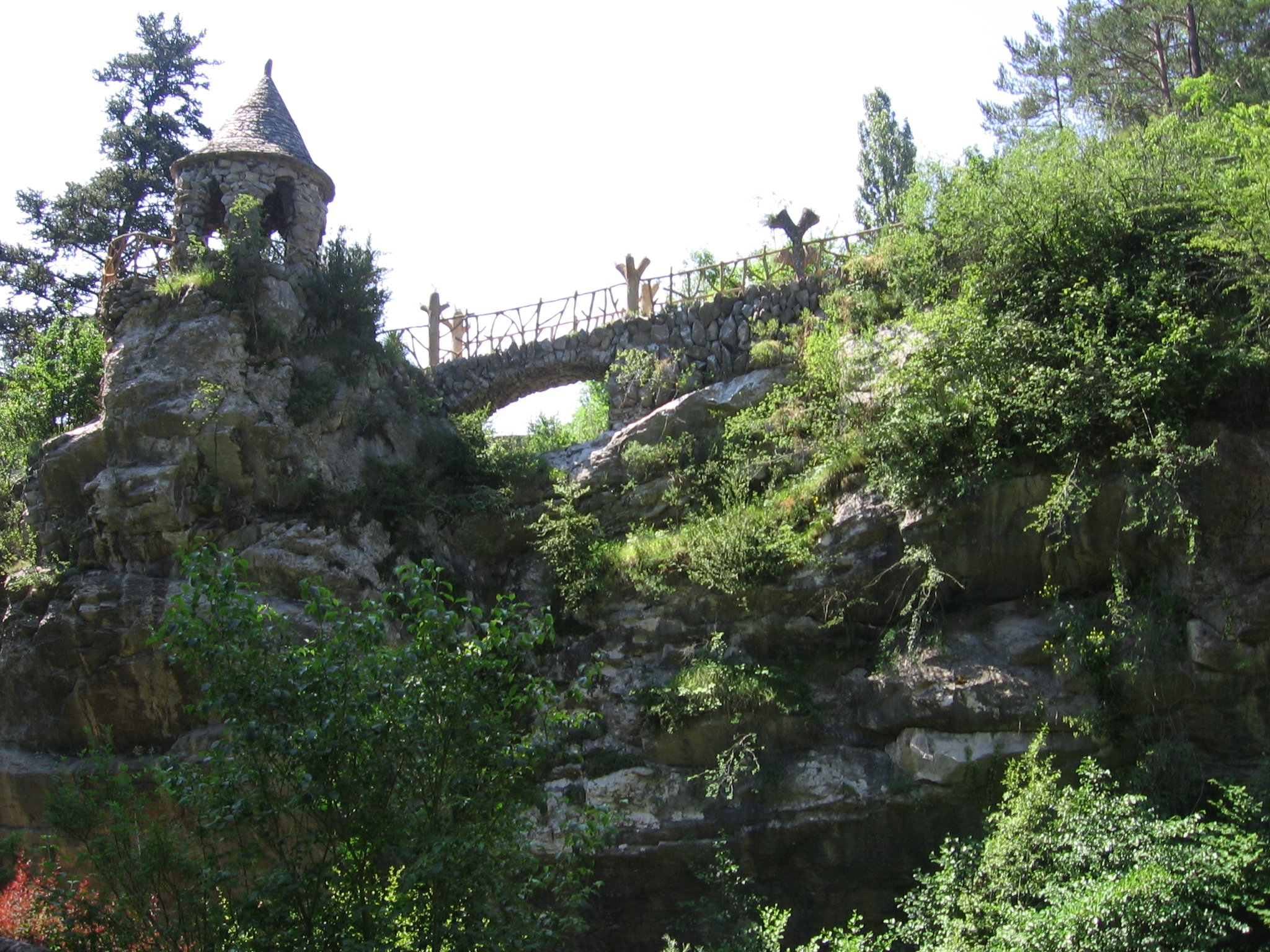
橋の下から見た風景